# Балестрази, Мирей
Мирей Балестрази (фр. Mireille Ballestrazzi; род. 1954) — французский государственный деятель, президент Интерпола (2012—2016), первая женщина, возглавлявшая эту организацию.

## Биография
Получила образование по античной литературе и степень maîtrise (аналог бакалавра) по древним языкам. После того как в Национальную школу полиции Франции стали принимать женщин, прошла в ней курс и стала комиссаром полиции в 1976 году. С 1978 года проходила службу в Бордо, где возглавляла группу по борьбе с бандитизмом Центрального управления судебной полиции (DCPJ).
Мирей Балестрази также руководила Центральным бюро по борьбе с хищениями произведений искусства (OCRVOOA). В этой должности приобрела широкую известность в 1987 году, когда провела операцию, найдя четыре картины Жана-Батиста Коро, украденных из Семюр-ан-Осуа.
В 1991 году ей было присвоено звание дивизионного комиссара, в 1993 году Балестрази стала первой женщиной, возглавившей полицию Аяччо. В 1996—1998 годах была заместителем министра внутренних дел Франции Ж.-П. Шевенмана по экономическим и финансовым вопросам. Это было самое высокое положение, которое когда бы то ни было занимала женщина во французской полиции.
В 2010 году Мирей Балестрази назначена генеральным инспектором национальной полиции и помощником вице-президента по Европе Исполнительного комитета Интерпола.
С 8 ноября 2012 по 10 ноября 2016 года — президент Исполнительного комитета Интерпола. Была первой женщиной, занявшей эту должность.
В 2013 года стала Командором ордена Почётного легиона Франции.